# كريستينا إيولينشيريا
كريستينا نيلسدوتر إيولينشيريا (1494- كانون الثاني 1559)؛ هي سيدة سويدية تنتمي للطبقة السويدية النبيلة، هي زوجة وصي العرش السويدي ستين ستوره الأصغر الذي شغل منصبًا رئاسيًا قويًا في عصر اتحاد كالمار، بعد وفاة زوجها تسلمت كريستينا قيادة المقاومة السويدية ضد كريستيان الثاني (ملك الدنمارك)، ولقبها من حولها بFru Kristina (والتي تعني بالسويدية: السيدة كريستينا)، لكنها عُرفت تاريخيًا بلقب كريستينا إيولينشيريا (Christina Gyllenstierna)؛ نسبةَ إلى عائلتها النبيلة.

## حياتها
هي ابنة الوصي السويدي نيلس إيريكسون إيولينشيريا حاكم مدينة تولجارن وابنة لسيدة نبيلة تدعى سيغريد إسكيلسوتر من ليندهولم، ومن خلال جدته لأبيه هي حفيدة كارل الثامن ملك السويد، في بداية حياتها كانت قد خُطبت لنيلز غاددا، حاكم مدينة كامار ولوكا ، الذي لم يُكتب له الاكتمال بسبب وفاته. في السادس عشر من تشرين الأول عام 1511م، تزوجت من الحاكم السويدي ستين ستوره الأصغر الذي تكلل بخمسة أطفالٍ، هم: نيلس، إيليانا، ماجديلينا، آنا، غوستافا، سفانتي ستينسون.
ساعدت كريستينا زوجها ستين في الانتخابات للوصول إلى العرش بعد مات أزيح عنه عام 1502م، حيث ساعدته في إدارة الشؤون السياسية الخاصة بالدولة. ظهرت مهاراتها السياسية عام 1520م، عندما سقط زوجها قتيلًا في معركة بوجيسوند، طالبت بحقوق أبنائها باستلام الحكم والحقوق الملكية، كانت النجاح حليفًا لها عندما استطاعت اكتساب دعم الفلاحين والطبقات العاملة في الدولة إلى جانب ولاء أهم قادة عسكريين في المناطق المحيطة وهم: قلعة فاستيراس ، قلعة نيكوبينغ ، قلعة كالمار وكذلك مقاطعة فنلندا. تلا هذه الحملة نشوء معركة أوبسالا في شهر أبريل من العام نفسه، التي حاولت فيها أن تستلم الوصاية على الحكم إلى أن يبلغ أبناؤها سن الرشد الذي يمكنهم منه الحكم، انتهت هذه المعركة، باستسلامه وكافة قواتها مقابل الحصول على خطاب العفو.
في السابع من تشرين الثاني من نفس العام تعم اتهامها بالخيانة مع العديد من أفراد عائلتها بالخيانة من قبل رئيس الأساقفة غوستاف ترول، لهذا تم إعدام العديد منهم بطرق مختلفة منها الحرق والغرق، إلَا أن الملك كريستيان خيّرها ما بين الإعدام حرقًا أو دفنها وهي حية.

## وفاتها
تم إنقاذها من حكم الإعدام بعدما تم إطلاق سراحها منه قبل الحاكم فريديريك الأول، حيث أكملت حياتها نضالاتها السياسية في الحكم مع أبنائها، وتوفيت عام 1559 في قلعة هورنجنهولم.